# Parag
Parag (Hindu: पराग) era uma revista infantil mensal da Índia, publicada em Delhi, pelo The Times Group, na década de 1980 e 1990. Ela foi uma das mais populares revistas infantis de seu tempo, mas interrompeu a publicação depois de mais de uma década de publicação.